# Star Wars Episode I: Racer
Star Wars Episode I: Racer släpptes 1999 och till Windows 2001, och är ett TV-spel med Star Wars-tema. Det bygger på en del av handlingen ur filmen Star Wars: Episod I – Det mörka hotet, med kapselracing. Spelet finns utgivet till en rad olika plattformar bland annat Game Boy Color. Game Boy Color-versionen av spelet har en inbyggd rumble-funktion och plats för ett batteri som driver den inbyggda motorn. Spelet fungerar även på Game Boy Advance och Game Boy Advance SP. Spelet släpptes även till Windows, Nintendo 64, Mac OS Classic, Dreamcast och som arkadspel.

### Fotnoter
1. ↑  ”Star Wars: Episode I - Racer (Game Boy Color)” (på engelska). Mobygames. http://www.mobygames.com/game/gameboy-color/star-wars-episode-i-racer_. Läst 5 december 2015.